# Іґаель Ядін
Іґаель Ядін (івр. יגאל ידין, уродж. Сукенік; 20 березня 1917 — 28 червня 1984) — другий начальник Генерального штабу Армії оборони Ізраїлю, видатний ізраїльський археолог і політичний діяч.

## Біографія

### Військова кар'єра
Ядін народився у 1917 році в родині відомого археолога Елеазара Сукеніка та активістки жіночого руху Хаси Файнсод. У 15-річному віці він приєднався до Хагани, де обіймав різні посади. У 1946 році Ядін покинув Хагану через суперечки зі своїм командиром, Іцхаком Саде. У 1947 році, незадовго до проголошення незалежності Ізраїлю, Бен-Гуріон знову прикликав Ядіна на військову службу (в цей час він навчався в університеті). Ядін керував операціями під час Війни за Незалежність через хворобу першого начальника Генерального Штабу Яакова Дорі.
9 листопада 1949 р. Ядін був офіційно призначений начальником Генерального штабу після відставки Дорі і займав цей пост три роки. Ядін вийшов у відставку 7 грудня 1952 р. через розбіжності з Бен-Гуріоном, що займав пости прем'єр-міністра і міністра оборони. Військову кар'єру Ядін завершив у віці 35 років.

### Археологія
Після відставки Іґаель Ядін проводив численні археологічні дослідження. У 1956 році він отримав Державну премію Ізраїлю за докторську дисертацію, присвячену перекладу сувоїв Мертвого моря. Ядін брав участь у важливих розкопках, таких як Кумран, Масада, Хацор і Мегіддо. Під час Шестиденної війни 1967 Ядін був військовим радником прем'єр-міністра Леві Ешколя, а після Війни Судного дня був членом Комісії Аграната.
Професор. Член-кореспондент Британської академії (1966).

### Політична діяльність
У 1976 році Ядін спільно з професором Амноном Рубінштейном, Шмуелем Таміром, Меїром Аміом і Меїром Зореа сформував партію «ДАШ» («Демократичний рух за зміни»). Нова центристська партія здавалася перспективною в боротьбі проти корупції в русі «Маарах» (теперішня партія «Авода»). Під час виборів до Кнесету 1977 року партія отримала 15 місць. Лідер «Лікуду» Бегін зміг утворити коаліційний уряд з партією «ДАШ», залишивши в опозиції блок Маарах.
Іґаель Ядін отримав посаду заступника прем'єр-міністра і активно брав участь в укладенні мирного договору з Єгиптом. Пізніше партія розкололася і в 1981 році Ядін пішов з політики.